# Zonnebril

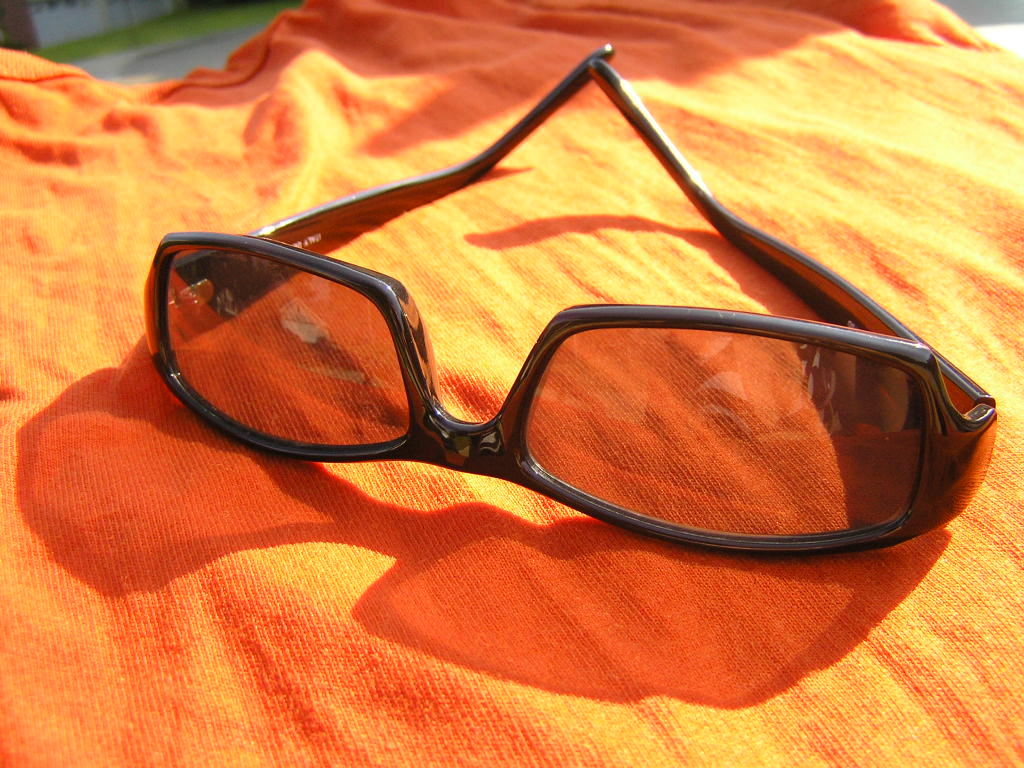
Bruine zonnebril

Een zonnebril is een hulpmiddel dat het licht dat in de ogen valt tempert. Dat is veelal rustiger aan de ogen. Sommige zonnebrillen zijn ontworpen om schadelijk ultraviolet licht tegen te houden. Zie ook bril.
Sinds de jaren dertig zijn zonnebrillen een populair mode-accessoire, vooral op het strand.

## Bescherming
Ultraviolet licht kan het oog irriteren en ook permanente veranderingen in het oog veroorzaken, o.a. grijze staar.
Zonnebrillen worden veelal in vijf CE-categorieën, met nummers 0-4 ingedeeld om aan te geven hoeveel licht tot 380nm doorgelaten wordt, waarbij de schaal van 0 (tot 20 procent absorptie van het licht) tot 4 (92-97 procent lichtabsorptie) loopt. De CE-waarde wordt echter niet per brillensoort door een onafhankelijk instituut getest.
Medisch gezien zijn ook andere golflengtes relevant. Het UV400 label suggereert een test in die richting, is echter niet gestandaardiseerd. Verder is medisch gezien ook de hoeveelheid licht die langs het montuur in de ogen valt relevant.
Een zonnebril is niet geschikt om in de zon te kijken; dat kan alleen met een eclipsbril of een lasbril met minimaal factor 14.

## Mode
Zonnebrillen worden ook gebruikt als mode-item. 

## Constructie

### Lenskleur
Lenzen zijn gekleurd of donker gemaakt. De kleur van de lenzen varieert, maar groen, grijs en bruin worden veel gebruikt. Dit omdat deze kleuren de kleurwaarneming het minst verstoren. De kleur van de brilglazen reduceert het zichtbare licht en beschermt tegen helderheid. De kleur heeft echter geen effect op de uv-bescherming. Het zijn dus niet per se de donkere glazen die het best beschermen.
Grijze lenzen worden beschouwd als neutraal, omdat deze het contrast niet verbeteren noch de kleurwaarneming verstoren. Groene lenzen zijn voor foutloze visie en comfort. Rode lenzen zijn geschikt voor situaties met matig of weinig licht, omdat deze het contrast verbeteren, hoewel ze de kleurwaarneming verstoren. Oranje en gele lenzen hebben de grootste contrastverbetering en diepte waarneming, maar verstoren de kleurwaarneming. Bij koperkleurige lenzen worden contrasten verhoogd en ze hebben een hoge roodfactor: verkeers-en remlichten zijn gemakkelijker te zien. Niet alle kleuren zijn geschikt voor gebruik in het verkeer.

#### Polariserend
Polariserende lenzen bevatten naast een UV-filter ook een polarisatiefilter. Hierdoor bestaat het licht dat de drager waarneemt vooral uit verticaal gepolariseerd licht.
Het voordeel van het wegfilteren van de horizontaal gepolariseerde lichtstralen heeft te maken met de reflectie van licht. Als licht op bijvoorbeeld water valt dan zal een deel van dat licht reflecteren en een ander deel zal worden geabsorbeerd. De verhoudingen hiertussen zijn afhankelijk van de hoek waaronder dat licht invalt op het water - zie Fresnelvergelijkingen. Een belangrijker verschijnsel hierbij is dat de mate waarin gereflecteerd licht horizontaal gepolariseerd wordt groter is dan de mate waarin dit verticaal gepolariseerd wordt.
Hierdoor zal gereflecteerd licht enerzijds worden gefilterd door het polarisatiefilter en anderzijds door de getinte glazen.

#### Fototroop
Fototrope lenzen worden donkerder naarmate er meer licht op valt. Dit komt doordat lenzen van een fototrope zonnebril bepaalde kristallen, bijvoorbeeld zilverchloride of zilverbromide, bevatten die reageren onder invloed van ultraviolet licht. Zodra de sterkte van het zonlicht afneemt, zal ook de sterkte van het ultraviolet licht afnemen. In dat geval worden de lenzen weer lichter.
Doordat de fotoreactie traag is, zijn deze brillen niet speciaal geschikt voor autorijden bij wisselende lichtomstandigheden zoals tunnels.

#### Spiegelend
Op lenzen kan een spiegelende coating worden aangebracht. Deze coating reflecteert een deel van het licht dat op de lens valt. Zodoende wordt de hoeveelheid licht dat de drager ontvangt verminderd.
Deze coatings kunnen van elke kleur worden gemaakt en is onafhankelijk van de kleur van de lens. Een grijze lens kan bijvoorbeeld een blauwe spiegelende coating bevatten.

## Combinatie met een gewone bril op sterkte
Voor mensen met een bril is het ook mogelijk om een zonnebril op sterkte laten maken. Daarnaast zijn er opzetglazen voor op de bril, met verschillende manieren van bevestiging. Bij sommige opzetglazen worden deze over de gewone bril heengeschoven, bij anderen worden ze met magneetjes aangeklikt.